# Frank Marino (regissör)
Frank Marino är en regissör och manusförfattare. Han har bland annat gjort de animerade TV-serierna Nicke Nyfiken, Drawn Together och As Told by Ginger.